# Levallois Sporting Club
Der Levallois Sporting Club ist ein Multisport-Sportverein mit Sitz in Levallois-Perret, Frankreich. Der 1983 gegründete Verein ist heute in 32 Sportarten organisiert und zählt 14.500 Mitglieder. Er ist einer der wichtigsten Sportvereine in Frankreich und einer, der Amateure- und Profisport verbindet. Zu den namhaften Mitgliedern des Clubs zählen Teddy Riner, Marie-Claire Restoux und Jean-Philippe Gatien.

## Geschichte
Der Levallois Sporting Club wurde 1983 gegründet. Davor hieß der Verein Entente Sportive Levalloisienne. Zunächst waren 12 Sportarten vertreten. Durch seinen ersten Präsidenten Patrick Balkany entwickelte sich der Verein schnell zu einem Profiverein. 1988 wurden acht Athleten für die Olympischen Spiele in Seoul ausgewählt. Bei dieser Veranstaltung wurde Frédéric Delpla, ein Fechter, der erste Olympiasieger des Vereins. Heutzutage ist der Verein einer der bedeutendsten in Frankreich mit 14.500 Mitgliedern und einer Reihe bekannter Sportler wie Teddy Riner oder Maureen Nisima.

## Vorsitzende
- Jean-Pierre Aubry (seit 2008)
- Jean-François Rouziès (2002–2008)
- Rolland Mallo (1999–2002)
- Jean-Michel Hautefort (1995–1999)
- Jean-Pierre Bastide (1989–1995)
- Patrick Balkany (1983–1989)

## Sektionen
- Aikido
- Leichtathletik
- Badminton
- Basketball
- Pelota
- Fahrradtouren
- Boxen
- Cross country
- Tanzen
- Klettern
- Fechten
- Fußball
- Golf
- Fitness
- Gymnastik
- Handball
- Judo
- Karate
- Kickboxen
- Rettungsschwimmer
- Pétanque
- Körperkultur
- Segeln
- Speichern
- Baden
- Tischtennis
- Tennis / Squash
- Trampolin
- Triathlon
- Unterwassertauchen
- Volleyball
- Wrestling
- Krafttraining

Die ehemalige Basketballabteilung des Vereins fusionierte 2007 mit Paris Basket Racing und gründete Paris-Levallois Basket, das sich 2017 wiederum in Levallois Metropolitans und 2019 in Metropolitans 92 umbenannte.

## Erfolge
Seit 1983 hat der Levallois Sporting Club 24 Olympiamedaillen, 146 Weltmeisterschaftsmedaillen und 130 Europameisterschaftsmedaillen gewonnen. Die erfolgreichsten Sektionen sind Fechten, Judo und Tischtennis.